# Mormia eatoni
Mormia eatoni és una espècie d'insecte dípter pertanyent a la família dels psicòdids present a Europa: la Gran Bretanya, Bèlgica, Alemanya (Baviera), Dinamarca, Àustria, Eslovènia, Hongria, Bulgària i el territori de l'antiga República Federal Socialista de Iugoslàvia.